# Koersbal op de Paralympische Zomerspelen 1976
De Ve Paralympische Spelen werden in 1976 gehouden in Toronto, Canada. Koersbal was een van de 13 sporten die op het programma stonden tijdens deze spelen.

## Mannen

### Paren
| Klasse | punten | land | Goud                        | land | Zilver                              | land | Brons              |
| ------ | ------ | ---- | --------------------------- | ---- | ----------------------------------- | ---- | ------------------ |
| B      | 2      | CAN  | V. Goetz P. Lynn            |      |                                     |      |                    |
| C      | 2      | GBR  | J. Anderson R. Miller       |      |                                     |      |                    |
| D      | 3      | FRA  | P. Chassagne Leon Sur       | GBR  | J. Gladman Peter Pienerosa          |      |                    |
| wh     | 4      | AUS  | Eric Magennis Bruce Thwaite | BRA  | Robson S. Almeida Luiz Carlos Costa | GBR  | D. Avis McCreaisie |

### Individueel
| Klasse | punten | land | Goud            | land | Zilver            | land | Brons         |
| ------ | ------ | ---- | --------------- | ---- | ----------------- | ---- | ------------- |
| A      | 4      | AUS  | R. Farmer       | GBR  | William McLeod    | CAN  | Jacques Pilon |
| B      | 3      | CAN  | P. Lynn         | GBR  | G. Morgan         | CAN  | V. Goetz      |
| C      | 4      | CAN  | F. Widgory      | AUS  | J. Handbirdge     | GBR  | R. Miller     |
| C1     | 2      | JPN  | Harunori Wakita |      |                   |      |               |
| D      | 3      | GBR  | Peter Pienerosa | AUT  | Kanda             |      |               |
| D1     | 3      | USA  | M. Johnson      | RSA  | D. Hoddleston     |      |               |
| D1     | 2      | INA  | Syarifuddin     |      |                   |      |               |
| wh     | 6      | GBR  | Michael Shelton | AUT  | Engelbert Rangger | GBR  | McCreaisie    |

## Vrouwen

### Paren
| Klasse | punten | land | Goud                           | land | Zilver                    | land | Brons                 |
| ------ | ------ | ---- | ------------------------------ | ---- | ------------------------- | ---- | --------------------- |
| B      | 3      | AUS  | A. Jackson C. Smith            | GBR  | I. Baker K. Bonnet        |      |                       |
| wh     | 4      | RSA  | Margaret Harriman R. Alexander | GBR  | Margaret Maughan F. Nowak | GBR  | Gwen Buck G. Matthews |

### Individueel
| Klasse | punten | land | Goud              | land | Zilver      | land | Brons     |
| ------ | ------ | ---- | ----------------- | ---- | ----------- | ---- | --------- |
| B      | 4      | GBR  | K. Bonnet         | AUS  | C. Smith    |      |           |
| wh     | 5      | RSA  | Margaret Harriman | GBR  | G. Matthews | GBR  | Gwen Buck |

Atletiek · Basketbal · Boogschieten · Dartchery · Gewichtheffen · Goalball · Koersbal · Schermen · Schietsport · Snooker · Tafeltennis · Volleybal · Zwemmen
Tel Aviv 1968 ·
Heidelberg 1972 ·
Toronto 1976 ·
Arnhem 1980 ·
New York & Stoke Mandeville 1984 ·
Seoel 1988 ·
Atlanta 1996